# Škoda Rapid (1935)
Pour les articles homonymes, voir Škoda Rapid.
 (décembre 2018).
La Škoda Rapid est une automobile produite par Škoda Auto de 1934 à 1947.

## Générations
- Škoda 420 Rapid (1934–1935)
- Škoda Rapid (1935–1938)
- Škoda Rapid Six (1935)
- Škoda Rapid OHV (1938–1947)
- Škoda Rapid 2200 (1941–1942)

## Škoda 420 Rapid
Elle fut produite entre 1934 et 1935. Elle était vendue en version berline ou cabriolet. On compte près de 480 pièces qui auront été produites.
Spécifications :
- Moteur
  - Volume : 1 195 cm3
  - Puissance : 19,1 kW
  - Vitesse maximale : 90 km/h
  - Consommation : 8 L/100 km
- Dimensions
  - Hauteur : 1 520 mm
  - Largeur : 1 460 mm
  - Longueur : 3 800 mm